# Huitengxile
Huitengxile (kinesiska: 辉腾锡勒; pinyin: Huīténg xī lēi) är ett naturområde med gräsmarker i norra Kina. Det ingår i den autonoma regionen Inre Mongoliet, i staden på prefekturnivå Ulanqab   och i det mongoliska banéret Mellersta högra Chahar, , omkring 89 kilometer nordost om regionhuvudstaden Hohhot. Läst som ett kinesiskt namn har Hujitengxile ingen meningsfull betydelse utan det förmodas  i stället vara en kinesisk fonetisk transkription av ett namn på mongoliska.
Området har en egen förvaltning, Huitengxiles parkförvaltningskommitté (辉腾锡勒园区管理委员会) som är skild från banérets indelning på sockennivå. Att döma av karttexter som Huiteng Xile Grassland Tourist Zone (辉腾锡勒草原旅游区) och Huitengxile Grassland Pearl Holiday Resort (辉腾锡勒草原明珠度假中心) är området tillrättalagt för turister.
Genomsnittlig årsnederbörd är 502 millimeter. Den regnigaste månaden är juli, med i genomsnitt 134 mm nederbörd, och den torraste är januari, med 2 mm nederbörd.